# Vieux-Terrebonne

Logo

Le Vieux-Terrebonne est l'un des 10 grands quartiers de la ville de Terrebonne, plus grande ville de la région de Lanaudière.

## Histoire
C'est en 1673 que la seigneurie de Terrebonne, baptisée ainsi en raison de la fertilité des terres, est concédée à André Deaulier-Deslandes, notable français et secrétaire général de la Compagnie des Indes Orientales. Mais il ne vint jamais habiter le terrain. En 1720, c'est un abbé du nom de Louis Lepage de Sainte-Claire qui en devient le propriétaire.
Joseph Masson acquit la seigneurie en 1832 et contribua beaucoup à l'activité commerciale et industrielle.
Célèbre pour son théâtre, ses rues rappelant l'époque de la colonisation française et l'île des Moulins, il est reconnu partout au Québec.

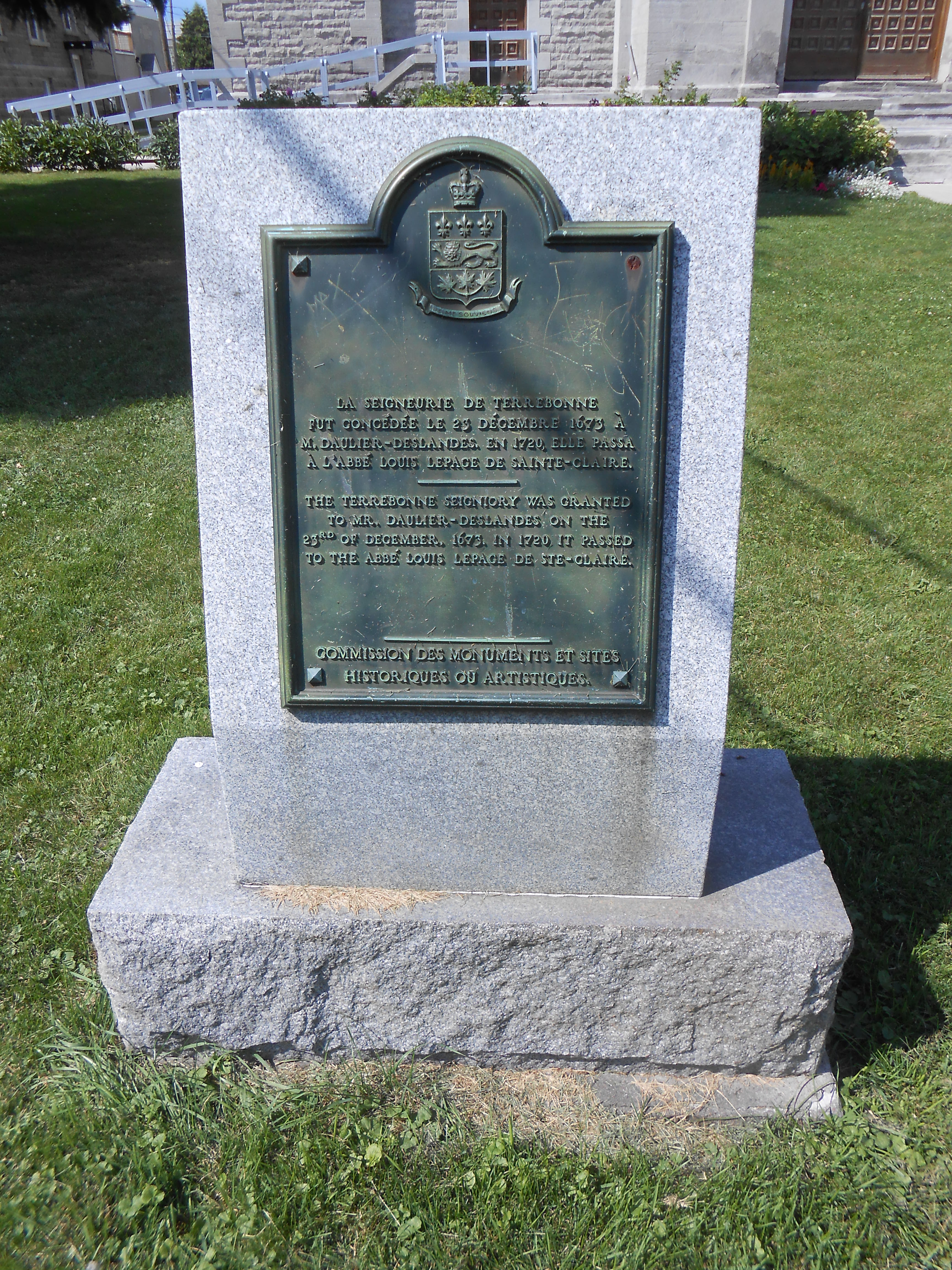
La seigneurie
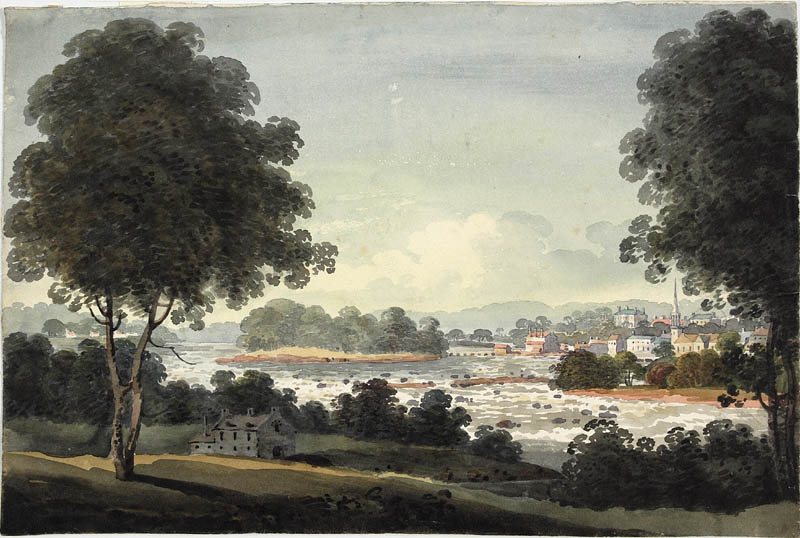
Terrebonne, le 26 octobre 1810 aquarelle de George Heriot (1759-1839)
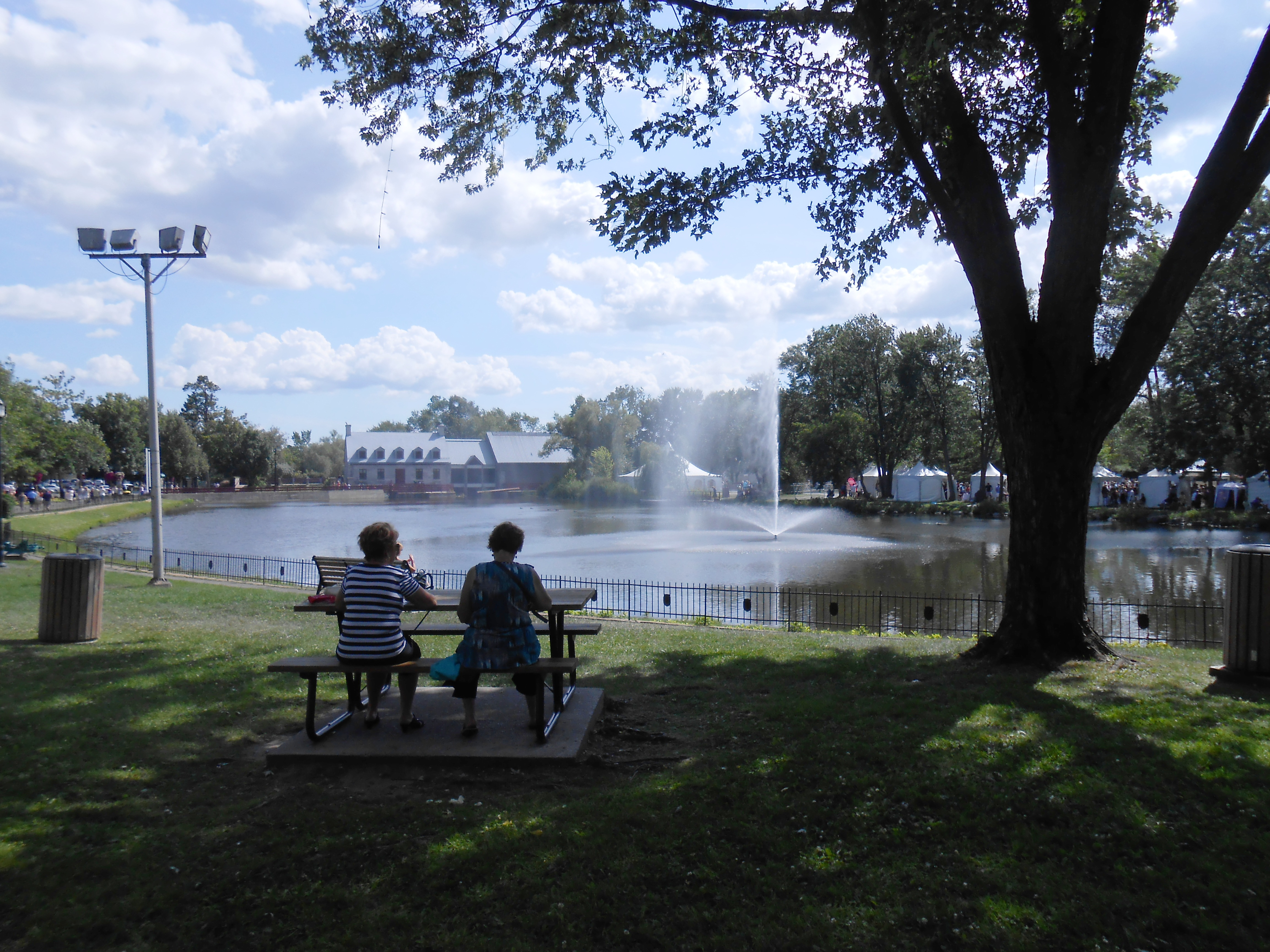
L'étang et l'Île-des-Moulins